# Ofensiva oest a al-Hasakah
L'ofensiva oest a al-Hasakah, anomenada Operació Comandant Rubar Qamishlo pels kurds, va ser una operació militar al maig de 2015 a la Governació d'Al-Hasakah, durant la Guerra civil siriana, realitzada per les Unitats de Protecció Popular (YPG), milícia kurda, juntament amb les forces aliades contra l'Estat Islàmic (EI). El 31 de maig de 2015, un cop acabada l'operació a l'oest de la regió d'Al-Hasakah, l'ofensiva va desplaçar-se cap al camp de Ras al-Ayn fins a l'àrea de Tell Abyad, al nord de la Governació d'Ar-Raqqa.

## L'ofensiva

### Àrea de Tell Tamer i Mont Abd al-Aziz

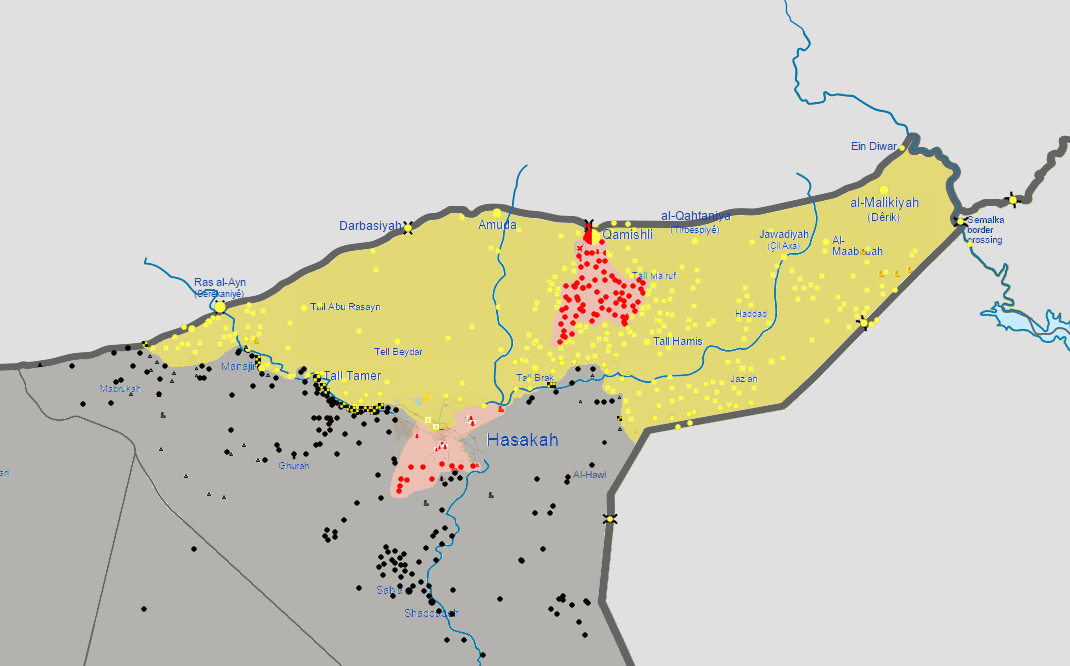
El mapa de la situació abans de l'ofensiva, on EI controlava gran part de la Governació d'al-Hasakah, a mitjans d'abril de 2015.

El 6 de maig de 2015, les forces kurdes van llançar una ofensiva a la zona de Tell Tamer per recuperar el territori que havien perdut anteriorment amb EI. Durant els següents tres dies, les YPG van avançar a la zona Aalyah, al nord-oest de Tell Tamer, amb ajuda de la coalició internacional liderada pels Estats Units.
En el quart dia d'ofensiva, el comandant kurd Rubar Qamishlo, l'operació dels quals porta el seu nom, va ser greument ferit. Qamishlo va morir el 14 de maig.
El 10 de maig, les YPG van avançar per la carretera entre Tell Tamer i Alep. L'11 de maig, les YPG van avançar en l'àrea d'al-Salihiyyi [23] i cap al nord-oest de Tell Tamer. L'endemà van alliberar de la zona Alya.
El 15 de maig, les YPG, juntament amb el Consell Militar Siríac (MFS) i els Guàrdies de Khabour, van avançar a la zona de Tal Hormoz. Dos dies més tard, les YPG van alliberar parts de Tal Hormoz enmig d'un bombardeig mutu entre ambdós bàndols i un atac amb cotxe bomba d'EI. També va haver-hi enfrontaments al voltant de la població de Razaza amb els atacs aeris de la coalició.
El 18 de maig, les forces dirigides per les YPG van alliberar dues poblacions amb vistes a la carretera cap a la Muntanya Abd al-Aziz. L'endemà, les YPG alliberaven tres poblacions de la carretera que condueix a la muntanya. En total, entre el 17 i el 19 de maig, les YPG alliberaven uns 20 municipis.
El 20 de maig, les forces kurdes juntament amb els seus aliats van capturar àmplies àrees de la muntanya. El 21 de maig, van alliberar Aghaybesh, que es troba a la carretera entre Qamixli i Alep.
El 21 de maig, les forces kurdes van capturar les poblacions assíries de Tal i Tal Shamira Nasri, així com altres dues. Concloïa així la primera etapa de l'ofensiva de dues setmanes amb èxit.

### Àrees rurals de Ras al-Ayn
El 26 de maig, les YPG van capturar la ciutat de Mabrouka, a la frontera del districte de Ras al-Ayn, portant-les més a prop de la ciutat de Tell Abyad, de gran importància estratègica pel trànsit del comerç del petroli al mercat negre i punt d'entrada de lluitadors estrangers per Turquia.

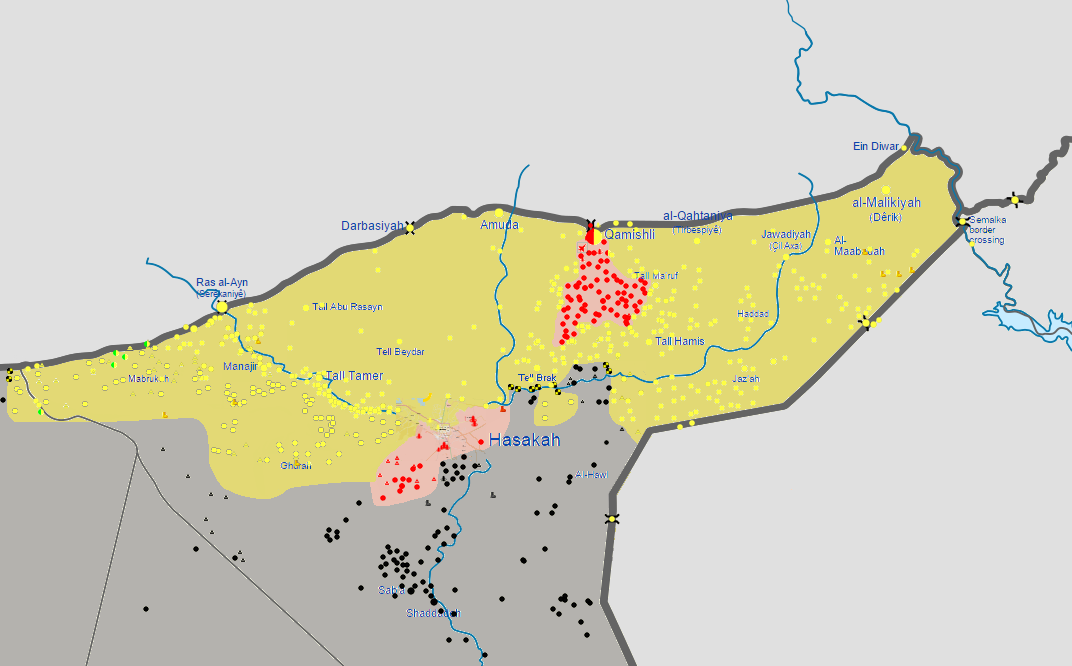
Mapa dels canvis territorials a la Governació l'Al-Hasakah, després de l'ofensiva, a 31 de maig de 2015.

Un nou informe va concloure que des del 6 de maig, les YPG i els seus aliats havien capturat més de 4.000 quilòmetres quadrats de territori a tota la Governació d'al-Hasakah, amb més de 230 poblacions.
El 29 de maig, les YPG van capturar tot el districte de Ras al-Ayn, mentre continuaven amb la segona fase de la campanya. Més tard que dia, enfrontaments a la frontera administrativa entre les governacions Al-Hasakah i ar-Raqqa van ser assassinats 30 civils a Nis Tal, a la frontera turco-siriana, segons SOHR. Les forces kurdes van informar, però, que havien estat gairebé 100 persones massacrades per Estat Islàmic a l'intentar fugir del territori que controlen. Aquell mateix dia, van començar les acusasións a les forces kurdes, que durarien moltes setmanes, d'haver executat 20 persones que donaven suport i informació a Estat Islàmic, destruint-ne les cases.
El 31 de maig de 2015, les forces kurdes van arribar a la frontera provincial entre l'al-Hasakah i ar-Raqqah, donant per acabada l'ofensiva oest d'al-Hasakah.

## Conseqüències
El 30 de maig, EI va llançar una ofensiva contra el govern sirià, a la part controlada d'Al-Hasakah i als afores de la ciutat després d'atacar posicions de l'Exèrcit sirià amb dos cotxes bomba, assassinat i ferint 50 soldats. L'ofensiva va començar a la ciutat d'al-Shaddadah, al sud d'al-Hasakah.